# Triodia angusta
Triodia angusta är en gräsart som beskrevs av Nancy Tyson Burbidge. Triodia angusta ingår i släktet Triodia och familjen gräs. Inga underarter finns listade i Catalogue of Life.